# Idioscopus nagpurensis
Idioscopus nagpurensis är en insektsart som beskrevs av Singh-pruthi 1930. Idioscopus nagpurensis ingår i släktet Idioscopus och familjen dvärgstritar. Inga underarter finns listade i Catalogue of Life.